# دی نایتسبریج رزیدنس

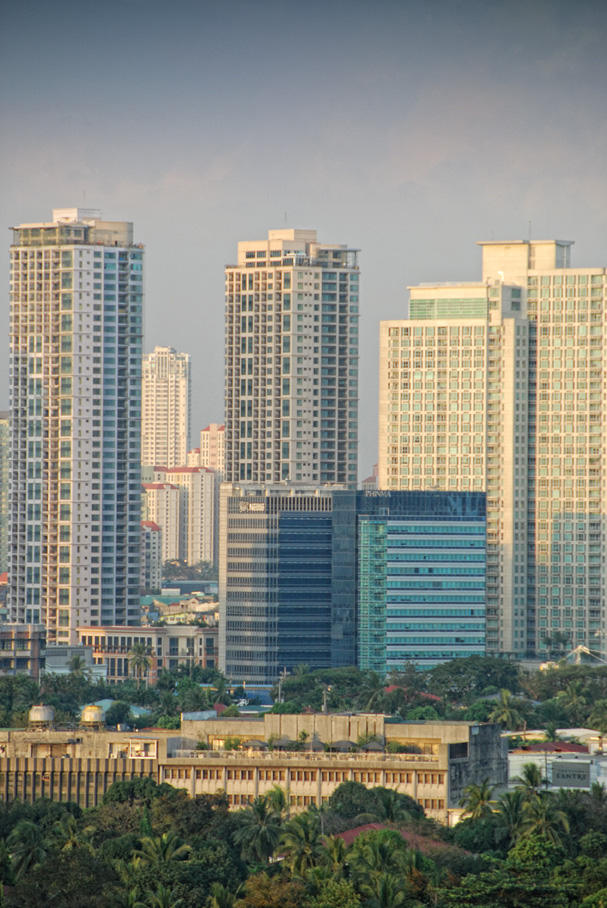
دی نایتسبریج رزیدنس

دی نایتسبریج رزیدنس (انگلیسی: The Knightsbridge Residences) ساختمان مسکونی ۶۰ طبقه مستقر در شهر ماکاتی، فیلیپین است، که در سال ۲۰۱۴ احداث گردید.